# Hoplosternum
Hoplosternum Gill, 1858 è un genere di pesci d'acqua dolce appartenenti alla famiglia Callichthyidae e alla sottofamiglia Callichthyinae.

## Distribuzione
Provengono dal Sud America, anche se H. punctatum è diffuso anche nell'America Centrale.

## Descrizione
Presentano un corpo abbastanza compresso sull'addome, con scaglie evidenti e ampie, di solito marroni. La specie di dimensioni maggiori è H. littorale che raggiunge i 24 cm.

## Tassonomia
In questo genere sono riconosciute soltanto 3 specie:
- Hoplosternum littorale
- Hoplosternum magdalenae
- Hoplosternum punctatum